# Anna Maria Niemeyer
Anna Maria Niemeyer (Río de Janeiro, 1930 - Ibídem, 6 de junio de 2012) fue una arquitecta, diseñadora y galerista brasileña. Hija única del renombrado arquitecto Oscar Niemeyer y Annita Baldo, trabajó con su padre en la construcción de Brasilia, siendo responsable del diseño interior de muchos edificios públicos de la ciudad. En los años setenta, creó una línea de muebles, expuesta en varias instituciones en Brasil y en el extranjero. En 1977, fundó el Anna Maria Niemeyer Gallery, un espacio tradicional frente a la difusión y venta de arte contemporáneo, en Río de Janeiro.
Inicialmente se dedicó a principios de diseño de interiores, colaborando en proyectos de padre. En los años sesenta, fue funcionaria de Novacap (Compañía Urbanizadora de la Nueva Capital), proyectando el diseño del ambiente interior de los edificios públicos de Brasilia, como la sede del Congreso Nacional, la sede de la Corte Suprema de Justicia, el Palacio Presidencial y el Palacio Alvorada. Residió en la capital federal entre 1960 y 1973.
En los años setenta, de nuevo en colaboración con su padre, diseñó una línea de muebles, ambos producidos en Brasil e Italia. La asociación dio exposiciones en varios museos brasileños y exposiciones en instituciones internacionales, como el Centro Georges Pompidou, el Salón de París, el Salón Internacional del Mueble de Milán, el Chiostro Grande de Florencia, Salón del Mueble de Padua, la Feria Internacional de Colonia y las Naciones Unidas en Nueva York.
En Río de Janeiro, fundó la Galería Anna Maria Niemeyer, inaugurada el 13 de octubre de 1977, en un primer momento en Leblon, trasladándolo posteriormente a Topsail. En la gerencia de la galería, gestionó, coordinó y organizó más de 300 exposiciones individuales y colectivas. La galería ahora ocupa dos espacios en Gávea, en la Plaza Santos Dumont y San Vicente Marqués Calle, y es responsable del mantenimiento de eventos artísticos, lanzamientos y representación comercial de varios artistas como VíctorArruda y Chico Cunha. Anna Maria Niemeyer también coordinó en los años noventa, el proyecto de decoración Museo de Arte Contemporáneo de Niterói.
Murió en 2012 a los 82 años, víctima de un enfisema, dejando cuatro hijos y a su padre. Está enterrada en el Cementerio de San Juan Bautista. Su padre falleció casi 6 meses después a los 104 años.